# Jacques-Arnaud de Labat
Jacques-Arnaud de Labat est un négociant et homme politique français né le 3 septembre 1722 à Tonneins et décédé le 31 janvier 1803 à Marseille.

## Biographie
Négociant à Marseille, il est député du tiers-état aux États généraux de 1789 pour la sénéchaussée de Marseille.
Il devait donner sa démission le 26 mai 1790, mais l'Assemblée décida qu'il n'y avait pas à en délibérer .

## En savoir plus